# Robbie Coltrane
Robbie Coltrane (født Robert MacMillan 30. marts 1950 i Glasgow, Skotland, død 14. oktober 2022) var en skotsk skuespiller, som var mest kendt for sin rolle som Hagrid i filmene om Harry Potter.
Coltrane begyndte at arbejde som skuespiller, da han var tidligt i tyverne. Han tog scenenavnet Coltrane som en hyldest til jazz-saxofonisten John Coltrane, og arbejdede så på teatre og med stand-up.
For sit arbejde som skuespiller modtog han blandt andet en Bafta Scotland Award og blev officer i Order of the British Empire.
Coltrane døde i en alder af 72 på Forth Valley Royal Hospital i Larbert den 14. oktober 2022 efter at have været ved dårligt helbred i to år.

## Filmografi
| År   | Film                                    | Originaltittel                              | Rolle             |
| ---- | --------------------------------------- | ------------------------------------------- | ----------------- |
| 2011 | Harry Potter og Dødsregalierne - del 2  | Harry Potter and the Deathly Hallows part 2 | Rubeus Hagrid     |
| 2010 | Harry Potter og Dødsregalierne - del 1  | Harry Potter and the Deathly Hallows part 1 | Rubeus Hagrid     |
| 2009 | Harry Potter og Halvblodsprinsen        | Harry Potter and the Half-Blood Prince      | Rubeus Hagrid     |
| 2007 | Harry Potter og Fønixordenen            | Harry Potter and the Order of the Phoenix   | Rubeus Hagrid     |
| 2006 | Stormbreaker                            | Stormbreaker                                | Statsminister     |
| 2005 | Harry Potter og Flammernes Pokal        | Harry Potter and The Goblet of Fire         | Rubeus Hagrid     |
| 2004 | Harry Potter og Fangen fra Azkaban      | Harry Potter and the Prisoner of Azkaban    | Rubeus Hagrid     |
| 2004 | Ocean's Twelve                          |                                             | Matsui            |
| 2004 | Pride                                   |                                             |                   |
| 2004 | Van Helsing: The London Assignment      |                                             |                   |
| 2002 | Harry Potter og Hemmelighedernes Kammer | Harry Potter And The Chamber of Secrets     | Rubeus Hagrid     |
| 2001 | From Hell                               |                                             | Sgt. Peter Godley |
| 2001 | Harry Potter og De Vises Sten           | Harry Potter and the Sorcerer's Stone       | Rubeus Hagrid     |
| 2001 | On the Nose                             |                                             |                   |
| 1999 | Alice i Eventyrland                     | Alice in Wonderland                         | Tweedledum        |
| 1999 | Flaskeposten                            | Message in a Bottle                         | Charlie Toschi    |
| 1999 | The World Is Not Enough                 | The World is not Enough                     | Valentin Zukovsky |
| 1998 | Montana                                 |                                             | The Boss          |
| 1998 | Mortal Act                              | Frogs for Snakes                            | Al Santana        |
| 1998 | The Ebb-Tide                            |                                             |                   |
| 1997 | Buddy                                   |                                             | Dr. Lintz         |
| 1997 | Cracker i Hong Kong                     | Cracker – White Ghost                       |                   |
| 1995 | GoldenEye                               |                                             | Valentin Zukovsky |
| 1993 | Huck Finns eventyr                      | The Adventures of Huck Finn                 | Hertugen          |
| 1992 | Oh, What a Night                        |                                             |                   |
| 1991 | Alive and Kicking                       |                                             |                   |
| 1991 | Paven må dø                             | The Pope Must Die                           |                   |
| 1991 | Sorte Orm - Et Juleeventyr              | Black Adder's Christmas Carol               |                   |
| 1990 | Nonner på flukt                         | Nuns on the Run                             |                   |
| 1990 | Perfectly Normal                        |                                             |                   |
| 1990 | Triple Bogey on a Par 5 Hole            |                                             |                   |
| 1989 | Danny og den store fasanjakten          | Danny The Champion of the World             |                   |
| 1989 | Du er en drømmer, Bert Rigby            | Bert Rigby, You're a Fool                   |                   |
| 1989 | Let it Ride                             |                                             |                   |
| 1989 | Midnight Breaks                         |                                             |                   |
| 1989 | Slipstream                              |                                             |                   |
| 1988 | The Fruit Machine                       |                                             |                   |
| 1986 | Mona Lisa                               |                                             |                   |
| 1985 | Hjelp, vi må på ferie til Europa!       | National Lampoon's European Vacation        |                   |
| 1985 | Skandalen                               | Defence of the Realm                        |                   |
| 1985 | Supergrass                              | The Supergrass                              |                   |
| 1983 | Ghost Dance                             |                                             |                   |
| 1983 | Krull                                   |                                             | Rhun              |
| 1983 | Løse forbindelser                       | Loose Connections                           |                   |